# Euphaedra symphona
Euphaedra symphona är en fjärilsart som beskrevs av George Thomas Bethune-Baker 1908. Euphaedra symphona ingår i släktet Euphaedra och familjen praktfjärilar. Inga underarter finns listade i Catalogue of Life.